# Хонда, Тикаацу
Тикаацу Хонда (яп. 本田親徳 Хонда Тикаацу, 1822—1889) — систематизатор мистической обрядовости синто.

## Биография
В возрасте 21 года Хонда приехал в Киото дабы учиться японским и китайским наукам у наставника школы Мито — Айдзавы Сэйсисая. Там он встретил маленькую девочку одержимую кицунэ. Красота стиха сложенного ею повергла Хонду в шок. В результате он решил посвятить свою жизнь изучению духов и ками. С этой целью он стал посещать старинные святилища, в поисках способов вхождения в контакт с потусторонним миром. Результатом систематизации полученных знаний стала наука о духах, «рэйгаку». Хонда принадлежал к течению, выступающему за возрождение древнего синто — кокугаку. Однако, он придерживался мнения, что начиная с Мотоори Норинаги и Хираты Ацутанэ толкователи синто перестали понимать истинный смысл одержимости ками и все их толкования «Кодзики» и «Нихонги» ошибочны. Истинный смысл священных текстов понятен лишь тому, кто практикует древние техники вхождения в контакт с ками. Практикуя восстановленные им техники и получая информацию «из первых рук», Хонда в итоге составил собственный комментарий Кодзики, озаглавленный «Раскрытие божественных принципов Кодзики». В этом труде он использовал также данные западной астрономии, мистическую фонологию «котодама» и тайные знания о «знаках эры богов» «камуна».